# Noah Persson
Pour les articles homonymes, voir Persson.
Noah Persson, né le 16 juillet 2003 à Karlshamn en Suède, est un footballeur international suédois qui évolue au poste d'arrière gauche au BSC Young Boys.

## Biographie

### Mjällby AIF (2019-2023)
Né à Karlshamn en Suède, Noah Persson commence le football à l'Asarums IF (en) avant de rejoindre le Mjällby AIF à l'âge de 16 ans. Il joue son premier match en professionnel le 7 août 2021, lors d'une rencontre de championnat face à l'Örebro SK. Il entre en jeu et la partie se termine finalement sur un match nul (2-2). Il est définitivement promu en équipe première le 20 août 2018.
Le 15 octobre 2021, Persson prolonge son contrat avec Mjällby AIF jusqu'en décembre 2025.
Noah Persson inscrit son premier but en professionnel le 23 juillet 2022, à l'occasion d'une rencontre de championnat face au Degerfors IF. Son but dans les dernières minutes du match permet aux siens de l'emporter ce jour-là (2-1 score final),.
Persson joue son dernier match pour Mjällby avant son départ pour le BSC Young Boys le 27 mai 2023, lors d'une rencontre de championnat face au Halmstads BK. Il est titularisé et son équipe s'incline par deux buts à zéro,.

### BSC Young Boys (depuis 2023)
Le 7 février 2023, Noah Persson s'engage en faveur du BSC Young Boys. Il signe un contrat courant jusqu'en juin 2027 mais il est prêté à son ancien club, le Mjällby AIF jusqu'en mai 2023. Ce transfert est une vente record pour le Mjällby AIF,.
Il joue son premier match sous ses nouvelles couleurs le 5 août 2023, lors d'une rencontre de championnat face au FC Winterthour. Il est titularisé et son équipe s'impose par cinq buts à deux.

#### Prêt au Grasshopper Zurich (2024-2025)
Il rejoint, début septembre 2024, le Grasshopper Zurich sous forme de prêt sans option d'achat jusqu'en juin 2025,.
Persson marque son premier but pour Grasshopper le 14 décembre 2024, contre le FC Bâle. Titulaire, il donne la victoire à son équipe en étant l'unique buteur de la partie. Il met fin à une série de cinq matchs sans défaites de son adversaire du jour,.

### En sélection
Noah Persson honore sa première sélection avec l'équipe nationale de Suède le 9 janvier 2023 contre la Finlande. Il est titularisé et son équipe l'emporte par deux buts à zéro,,.